# エディ・アレン
エディ・アレン（Eddie Allen、1957年7月12日 - ）は、アメリカ・ニューヨークで活動しているトランペット奏者、フリューゲルホルン奏者、作曲家、編曲家。

## 略歴
イースト・コーストへ移る前にグリーン・ベイにあるウィスコンシン音楽院、ウィスコンシン大学で音楽理論、編曲を学んだ。音楽学士取得後、ニュージャージー州にあるウィリアム・パターソン大学へ入学。
ニューヨークで活動以来、アート・ブレイキー、ビリー・ハーパー、ランディ・ウェストン、ディジー・ガレスピー、ヘンリー・スレッギル、ボビー・ワトソン、ジョン・ファディス、ベニー・カーター、ジョー・ヘンダーソン、スティーヴ・トゥレ等のジャズの巨匠と共に仕事をした。レスター・ボウイ、ジャック・マクダフ、エタ・ジョーンズ、チャーリー・パーシップのために、作曲の他、録音で共演した。
指導方法を解説した『An Introduction To The Bb Concert Blues』（Charles Colin Publishing）の著者でもある。
ミュージシャンと臨床医を掛け持ちし続けている。

## ディスコグラフィ

### リーダー・アルバム
- 『アナザーズ・ポイント・オブ・ヴュー』 - Another's Point of View (1993年、Enja)
- 『回想 リメンバランス』 - Remembrance (1994年、Venus)
- 『R'n'B』 - R 'n' B (1995年、Enja)
- Summer Days (2000年、Enja)
- Sãlongo (2007年、DBCD)
- Groove's Mood (2008年、DBCD) ※with The Aggregation
- Push (2014年、Edjalen Music)

### 参加アルバム
ムハル・リチャード・エイブラムス
- Think All, Focus One (1995年、Black Saint)
- One Line, Two Views (1995年、New World/CounterCurrents)
- Song for All (1997年、Black Saint)

レスター・ボウイ
- 『シリアス・ファン』 - Serious Fun (1987年、DIW)
- 『マイ・ウェイ』 - My Way (1990年、DIW)
- The Fire This Time (1992年、In+Out)

クレイグ・ハリス
- 『ブラックアウト・イン・ザ・スクエア・ルート・オブ・ソウル』 - Blackout in the Square Root of Soul (1988年、JMT)
- 『コールド・スウェット・プレイズ・ジェイムス・ブラウン』 - Cold Sweat Plays J. B. (1989年、JMT)
- 4 Play (1991年、JMT)

ヴァネッサ・ルービン
- 『ソウル・アイズ』 - Soul Eyes (1992年、RCA Novus)
- 『パスティーシュ』 - Pastiche (1993年、RCA Novus)
- The Dream Is You (2019年、NIbur)

モンゴ・サンタマリア
- 『ソイ・ヨ』 - Soy Yo (1987年、Concord Picante)
- Free Spirit (1990年、Club Rio)
- Brazilian Sunset (1995年、Candid)
- Mongo Returns! (1995年、Milestone)

その他
- ラビ・アブ＝カリル : The Cactus of Knowledge (2001年、Enja)
- アート・アンサンブル・オブ・シカゴ : 『ライヴ・アット・トーキョー・ミュージック・ジョイ '90』 - Live at the 6th Tokyo Music Joy '90 (1990年、DIW)
- ナンシー・バンクス : Waves of Peace (1992年、Consolidated Artists)
- カレン・バーノッド : 『サム・アザネス・フォー・ユー』 - Some Othaness for U (2000年、Natively Creative Music)
- カレン・バーノッド : Life at 360 Degrees (2006年、Dome)
- サイラス・チェスナット : 『アース・ストーリーズ』 - Earth Stories (1996年、Atlantic)
- ジョセフ・デイリー : The Seven Deadly Sins (2010年、Jaro Medien)
- テディ・エドワーズ : Ladies Man (2001年、HighNote)
- マーティー・アーリック : The Long View (2002年、Enja)
- マーティー・アーリック : A Trumpet in the Morning (2013年、New World)
- チコ・フリーマン : You'll Know When You Get There (1989年、Black Saint)
- ジョシュ・グローバン : 『ブリッジズ』 - Bridges (2018年、Reprise)
- ピーター・ハンド : Out of Hand (2014年、Savant)
- ジェローム・ハリス : Hidden in Plain View (1995年、New World)
- ルイス・ヘイズ : Nightfall (1991年、SteepleChase)
- ルイス・ヘイズ : 『ブルー・バップ』 - Blue Lou (1994年、SteepleChase)
- エタ・ジョーンズ : At Last (1995年、Muse)
- ン・ブーム : Collage (1984年、Soul Note)
- ナタリー・マーチャント : Leave Your Sleep (2010年、Nonesuch)
- ナタリー・マーチャント : Natalie Merchant (2014年、Nonesuch)
- ミュージック・ソウルチャイルド : Musiqinthemagiq (2011年、Atlantic)
- ヒューストン・パーソン : Thinking of You (2007年、HighNote)
- ヒューストン・パーソン : I'm Just a Lucky So and So (2019年、HighNote)
- ボビー・プレヴァイト : Hue and Cry (1994年、Enja)
- チャーリー・パーシップ : In Case You Missed It (1985年、Soul Note)
- ハル・シンガー : Senior Blues (1991年、Carrere)